# Jamie T
Jamie Alexander Treays (né le 8 janvier 1986), connu sous son nom de scène Jamie T, est un chanteur britannique originaire de  Wimbledon.

## Discographie

### Albums studio
- 2007 : Panic Prevention
- 2009 : Kings and Queens
- 2014 : Carry on the Grudge
- 2016 : Trick
- 2022 : The Theory of Whatever

### Compilations
- 2018 : B Sides 06-17

## Prix et récompenses
- Meilleur artiste solo en 2007 et 2010 aux NME Awards
- Panic Prevention nommé pour le Mercury Prize en 2007